# ۲۳ ذی‌الحجه
۲۳ ذیحجه، بیست و سومین روز از ماه ذیحجه در تقویم هجری قمری است.
در تقویم هجری قمری قراردادی این روز سیصد و چهل و هشتمین روز سال است.

## درگذشتگان
- ۳۴۵ - «مسعودی» مورخ و دانشمند بزرگ شیعه.
- ۱۳۵۹ - «عباس قمی» صاحب مفاتیح الجَنان.
- ۱۴۱۸ - «مرتضی نجفی بروجردی» در نجف اشرف به دست دشمنان اسلام (۱ اردیبهشت ۱۳۷۷ش).